# Makoto Raiku
Makoto Raiku (雷句誠?, Raiku Makoto; Gifu, 23 agosto 1974) è un fumettista giapponese conosciuto soprattutto per "Konjiki no Gash!!" (Zatch Bell!).
Ha iniziato la sua carriera nel 1991 creando diversi one-shot come "Bird Man" incentrato su un giovane pilota, "Hero Ba-Ban" (The Forbidden Hero) incentrato su supereroi deboli ma felici, e "Genmai Blade" incentrato su un giovane medico esorcista. Nel 1999 ha creato "New Town Heroes" pubblicato su Shōnen Sunday Super.
Nel 2001 Makoto Raiku ha iniziato il manga "Konjiki no Gash!!", pubblicato dalla Shogakukan nella rivista settimanale Weekly Shonen Sunday. Il manga si è concluso nel 2007 con un totale di 323 capitoli in 33 volumi.
Nel 2002 il manga "Konjiki no Gash!!" ha ricevuto il 48º premio Shogakukan nella categoria Shōnen. Nel 2003 ha è stata realizzata una versione anime (Konjiki No Gash Bell!) prodotta da Toei Animation. Entrambi i media sono molto popolari in Giappone. 
Makoto Raiku ha iniziato la sua carriera da mangaka come assistente di Kazuhiro Fujita in Ushio to Tora e Karakuri Circus ed a volte è possibile notarne l'influenza nel manga di "Konjiki no Gash!!" per certi aspetti dello scenario e dei disegni.
Inoltre, diversi noti autori hanno lavorato come assistenti al manga di "Konjiki no Gash", questo è ad esempio il caso di Yellow Tanabe (Kekkaishi, Birdmen, ecc.) o Haro Asô (Alice in Borderland, Bucket list of the dead, ecc.).
Makoto Raiku, dopo aver concluso il manga di Zatch Bell, ha realizzato tre oneshot "Oyaju Rider", "Aosora", "Class Room", il manga "Animal Land" (dal 2009 al 2013, con un totale di 54 capitoli in 14 volumi) e il manga "Vector Ball" (dal 2016 e al 2017, con un totale di 45 capitoli in 5 volumi).
Nel marzo 2011 Makoto Raiku ha pubblicato nella rivista Bessatsu Shonen Magazine di Kodansha un capitolo one-shot "Gaiden: Amico" di Zatch Bell per promuovere la ripubblicazione del manga nel nuovo formato bunkōban, caratterizzata da 16 volumi e nuove copertine disegnate appositamente.
Il manga "Konjiki no Gash!!" rientra nella top 100 manga più venduti al mondo con più di 23,8 milioni di copie in circolazione registrati nel 2017 solo in Giappone. Inoltre, si è classificato al 33ºposto nella top 50 manga più apprezzati secondo la classifica della nota emittente televisiva giapponese TV Asahi.
Nel 2019 viene pubblicata una nuova edizione del manga kanzeban, caratterizzata da 16 volumi e nuove copertine disegnate appositamente.
Il 26 febbraio 2022 Makoto Raiku ha ufficializzato sul suo profilo Twitter l'annuncio di un nuovo manga intitolato "Konjiki no Gash!! 2" ("Zatch Bell! 2"). Quest'ultimo viene serializzato mensilmente dal 14 marzo 2022 da Kraken Comics, casa editrice proprietaria dell'autore, e continua la storia narrata nella prima serie originale.
In un capitolo del manga di "Konjiki no Gash!!", Makoto Raiku fa una apparizione cameo.
Nel gioco "Konjiki no Gash Bell!!: Electric Arena", Makoto Raiku interpreta il ruolo del partner di Umagon, dato che il personaggio di Kafka Sunbeam non era ancora stato creato.